# Peñausende

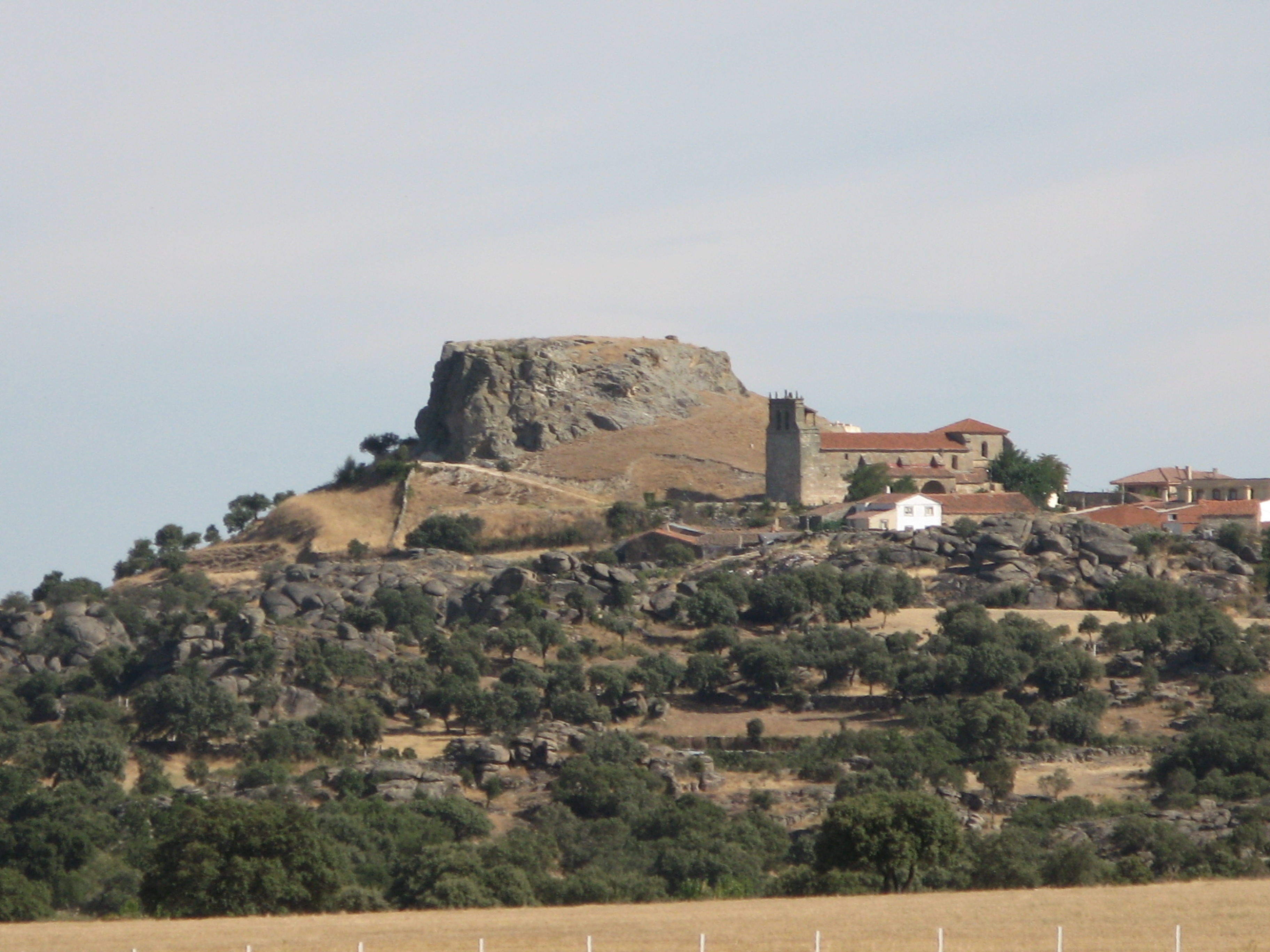
Peñausende

Peñausende is een gemeente in de Spaanse provincie Zamora in de regio Castilië en León met een oppervlakte van 95,02 km². Peñausende telt 415 inwoners (1 januari 2016).